# Ноул
Ноул (перси Ірану), Нул (перси Афганістану) (перс. نقل) або мигдаль у цукрі  — традиційні  іранські та афганські солодощі. Його готують щляхом кип’ятіння суміші з цукру, води та трояндової води, а потім суміш наносять на смажений мигдаль. Вище вказану суміш можна наносити й на інші горіхи, зокрема волоські та інші.  Зазвичай ноул споживають з чаєм.
Ноул часто використовують на сирійських, іранських та афганських весіллях, в основі яких лежать  перські / афганські церемонії. У рамках святкування весілля вдома нареченої готують часто пишний розклад їжі. Серед продуктів харчування — різноманітна випічка та солодощі, включаючи й ноул, який зазвичай оплачується нареченим. У багатьох місцях як в Ірані, так і в Афганістані Ноулем (Нулем) осипають нареченого та наречену, подібно до конфеті в Західних країнах.